# Liga Premier de Kazajistán 2015
La Liga Premier 2015 fue la 24° temporada de la Liga Premier de Kazajistán. La temporada comenzó el 7 de marzo y finalizó el 8 de noviembre de 2015. Astana conquistó su segundo título de liga de su historia.

## Sistema de competición
Los doce equipos participantes jugaron entre sí todos contra todos dos veces totalizando 22 partidos cada uno, al término de la fecha 22 los seis primeros clasificados pasaron a integrar el Grupo campeonato, mientras que los 6 últimos integraron el Grupo descenso.
En los grupos se les recorta los puntos a la mitad (es decir, un equipo que acumulo 40 puntos en la temporada regular, en los grupos comenzaría con 20 puntos)
En el grupo campeonato los seis clubes se volvieron a enfrentar entre sí, dos veces, totalizando 32 partidos cada uno, al término, el primer clasificado se coronó campeón y clasificó a la Segunda ronda de la Liga de Campeones 2016-17, mientras que el segundo y el tercer clasificado obtuvieron un cupo para la primera ronda de la Liga Europa 2016-17.
En el grupo descenso los seis clubes se volvieron a enfrentar entre sí, dos veces, totalizando 32 partidos cada uno, al término el último clasificado descendió a la Primera División de Kazajistán 2016, mientras que el undécimo jugó un play-off de permanencia entre el subcampeón de la Primera División de Kazajistán.
Un tercer cupo para la primera ronda de la Liga Europa 2016-17 se asignará al campeón de la Copa de Kazajistán.

## Ascensos y descensos
| Pos. | Descendido en la temporada 2014. |
| ---- | -------------------------------- |
| 12º  | Spartak Semey                    |

| Pos. | Ascendido de la Birinszi Liga 2014. |
| ---- | ----------------------------------- |
| 1º   | Okzhetpes Kokshetau                 |

## Equipos participantes

### Información de equipos
| Club                | Ciudad      | Estadio                        | Capacidad |
| ------------------- | ----------- | ------------------------------ | --------- |
| FC Aktobe           | Aktobe      | Estadio Central de Aktobe      | 13.500    |
| FC Astana           | Astaná      | Astana Arena                   | 30.000    |
| FC Atyrau           | Atyrau      | Estadio Munaishy               | 9.000     |
| FC Irtysh           | Pavlodar    | Estadio Central de Pavlodar    | 15.000    |
| FC Kairat           | Almatý      | Estadio Central de Almaty      | 25.057    |
| FC Kaisar           | Kyzylorda   | Estadio Gany Muratbayev        | 7.000     |
| Okzhetpes Kokshetau | Kokshetau   | Estadio Okzhetpes              | 4.150     |
| FC Ordabasy         | Shymkent    | Estadio Kazhymukan Munaitpasov | 37.000    |
| Shakhter Karagandá  | Karagandá   | Estadio Shahter                | 19.000    |
| FC Taraz            | Taraz       | Estadio Central de Taraz       | 12.525    |
| FC Tobol            | Kostanái    | Estadio Central de Kostanai    | 8.323     |
| Zhetysu Taldykorgan | Taldykorgan | Estadio Zhetysu                | 4.000     |

## Temporada regular

### Tabla de posiciones
| Pos. | Equipo              | Pts. | PJ | G  | E  | P  | GF | GC | Dif. | Clasificación 2015       |
| ---- | ------------------- | ---- | -- | -- | -- | -- | -- | -- | ---- | ------------------------ |
| 1    | Kairat Almaty       | 44   | 22 | 13 | 5  | 4  | 43 | 14 | +29  | Ronda por el campeonato  |
| 2    | Aktobe              | 44   | 22 | 12 | 8  | 2  | 27 | 12 | +15  | Ronda por el campeonato  |
| 3    | Astana              | 43   | 22 | 12 | 7  | 3  | 40 | 19 | +21  | Ronda por el campeonato  |
| 4    | Atyrau              | 37   | 22 | 9  | 10 | 3  | 25 | 19 | +6   | Ronda por el campeonato  |
| 5    | Ordabasy            | 35   | 22 | 9  | 8  | 5  | 21 | 18 | +3   | Ronda por el campeonato  |
| 6    | Irtysh Pavlodar     | 30   | 22 | 7  | 9  | 6  | 26 | 23 | +3   | Ronda por el campeonato  |
| 7    | Okzhetpes Kokshetau | 26   | 22 | 8  | 2  | 12 | 24 | 33 | −9   | Ronda por la permanencia |
| 8    | Tobol Kostanai      | 25   | 22 | 7  | 4  | 11 | 22 | 32 | −10  | Ronda por la permanencia |
| 9    | Taraz               | 24   | 22 | 7  | 3  | 12 | 17 | 25 | −8   | Ronda por la permanencia |
| 10   | Shakhter Karagandy  | 18   | 22 | 5  | 3  | 14 | 16 | 38 | −22  | Ronda por la permanencia |
| 11   | Zhetysu             | 17   | 22 | 4  | 5  | 13 | 17 | 32 | −15  | Ronda por la permanencia |
| 12   | Kaisar Kyzylorda    | 17   | 22 | 3  | 8  | 11 | 12 | 25 | −13  | Ronda por la permanencia |

Actualizado a los partidos jugados el 26 de julio de 2015.
 Fuente: Soccerway

### Resultados
| Local \ Visitante   | AKT | AST | ATY | IRT | KAI | KSA | OKZ | ORD | SHA | TAR | TOB | ZHE |
| ------------------- | --- | --- | --- | --- | --- | --- | --- | --- | --- | --- | --- | --- |
| Aktobe              | —   | 0–0 | 1–1 | 2–1 | 0–0 | 0–0 | 4–2 | 0–0 | 0–1 | 3–1 | 2–1 | 2–0 |
| Astana              | 0–0 | —   | 0–0 | 2–2 | 4–3 | 2–0 | 2–0 | 1–1 | 2–1 | 4–1 | 4–0 | 2–1 |
| Atyrau              | 0–2 | 1–1 | —   | 0–0 | 0–0 | 2–1 | 2–1 | 1–1 | 1–0 | 2–1 | 1–2 | 3–0 |
| Irtysh Pavlodar     | 1–0 | 0–3 | 1–2 | —   | 1–1 | 4–2 | 3–1 | 2–0 | 3–1 | 0–1 | 1–1 | 1–0 |
| Kairat Almaty       | 1–2 | 2–0 | 0–1 | 1–0 | —   | 1–0 | 4–0 | 2–1 | 4–0 | 2–0 | 4–0 | 2–0 |
| Kaisar Kyzylorda    | 0–0 | 2–1 | 0–0 | 0–0 | 0–0 | —   | 0–2 | 1–1 | 2–0 | 1–3 | 0–1 | 0–0 |
| Okzhetpes Kokshetau | 2–3 | 1–2 | 2–2 | 0–1 | 1–3 | 1–0 | —   | 0–1 | 1–0 | 2–0 | 1–0 | 2–0 |
| Ordabasy            | 0–1 | 0–2 | 2–0 | 1–1 | 2–2 | 0–0 | 2–1 | —   | 1–0 | 1–0 | 2–0 | 0–0 |
| Shakhter Karagandy  | 0–1 | 0–4 | 1–1 | 2–2 | 0–5 | 1–2 | 3–0 | 0–1 | —   | 2–0 | 1–0 | 2–1 |
| Taraz               | 0–1 | 2–0 | 0–1 | 0–0 | 1–0 | 3–0 | 1–1 | 0–1 | 0–0 | —   | 1–0 | 2–0 |
| Tobol Kostanai      | 0–2 | 1–1 | 2–2 | 1–0 | 1–3 | 1–0 | 0–2 | 1–3 | 4–1 | 3–0 | —   | 3–1 |
| Zhetysu             | 1–1 | 1–3 | 1–2 | 2–2 | 0–3 | 2–1 | 0–1 | 3–0 | 3–0 | 1–0 | 0–0 | —   |

## Ronda por el campeonato

### Tabla de posiciones
| Pos. | Equipo     | Pts. | PJ | G  | E  | P  | GF | GC | Dif. | Clasificación 2016–17                 |
| ---- | ---------- | ---- | -- | -- | -- | -- | -- | -- | ---- | ------------------------------------- |
| 1    | Astana (C) | 46   | 32 | 20 | 7  | 5  | 55 | 26 | +29  | Segunda Ronda de la Liga de Campeones |
| 2    | Kairat     | 45   | 32 | 20 | 7  | 5  | 60 | 19 | +41  | Primera Ronda de la Liga Europa       |
| 3    | Aktobe     | 32   | 32 | 15 | 9  | 8  | 35 | 25 | +10  | Primera Ronda de la Liga Europa       |
| 4    | Ordabasy   | 29   | 32 | 12 | 10 | 10 | 32 | 31 | +1   | Primera Ronda de la Liga Europa       |
| 5    | Atyrau     | 27   | 32 | 11 | 12 | 9  | 31 | 33 | −2   |                                       |
| 6    | Irtysh     | 25   | 32 | 10 | 10 | 12 | 37 | 39 | −2   |                                       |

Actualizado a los partidos jugados el 8 de noviembre de 2015.
 Fuente: Soccerway
Notas:
1. ↑  Tras ganar la Copa de Kazajistán el Kairat recibe un cupo para la primera ronda de la Liga Europea 2016-17, pero al encontrarse este clasificado a la misma por su posición de liga el cupo recae sobre la liga.

### Resultados
| Local \ Visitante | AKT | AST | ATY | IRT | KAI | ORD |
| ----------------- | --- | --- | --- | --- | --- | --- |
| Aktobe            | —   | 0–1 | 1–0 | 3–2 | 0–3 | 1–0 |
| Astana            | 1–0 | —   | 4–1 | 1–0 | 0–1 | 2–1 |
| Atyrau            | 1–1 | 0–1 | —   | 1–0 | 1–2 | 1–3 |
| Irtysh            | 1–0 | 2–1 | 2–0 | —   | 0–2 | 1–2 |
| Kairat Almaty     | 2–1 | 0–1 | 0–0 | 5–2 | —   | 2–0 |
| Ordabasy          | 2–1 | 2–3 | 0–1 | 1–1 | 0–0 | —   |

## Ronda por la permanencia

### Clasificación
| Pos. | Equipo              | Pts. | PJ | G  | E  | P  | GF | GC | Dif. | Descenso 2016                    |
| ---- | ------------------- | ---- | -- | -- | -- | -- | -- | -- | ---- | -------------------------------- |
| 1    | Tobol Kostanai      | 30   | 32 | 12 | 6  | 14 | 32 | 42 | −10  |                                  |
| 2    | Okzhetpes Kokshetau | 29   | 32 | 12 | 6  | 14 | 36 | 41 | −5   |                                  |
| 3    | Taraz               | 26   | 32 | 10 | 8  | 14 | 25 | 33 | −8   |                                  |
| 4    | Shakhter Karagandy  | 23   | 32 | 9  | 5  | 18 | 27 | 47 | −20  |                                  |
| 5    | Zhetysu (O)         | 22   | 32 | 8  | 6  | 18 | 28 | 46 | −18  | Play-off de descenso             |
| 6    | Kaisar Kyzylorda    | 16   | 32 | 4  | 12 | 16 | 20 | 36 | −16  | Descenso a Primera División 2016 |

Actualizado a los partidos jugados el 8 de noviembre de 2015.
 Fuente: Soccerway

### Resultados
| Local \ Visitante   | KSA | OKZ | SHA | TAR | TOB | ZHE |
| ------------------- | --- | --- | --- | --- | --- | --- |
| Kaisar Kyzylorda    | —   | 0–1 | 0–1 | 0–0 | 1–2 | 3–1 |
| Okzhetpes Kokshetau | 2–1 | —   | 1–0 | 0–0 | 1–2 | 1–1 |
| Shakhter Karagandy  | 1–1 | 0–0 | —   | 3–0 | 1–2 | 3–1 |
| Taraz               | 1–1 | 3–3 | 2–0 | —   | 1–0 | 1–0 |
| Tobol Kostanai      | 0–0 | 1–0 | 2–1 | 0–0 | —   | 1–3 |
| Zhetysu             | 2–1 | 0–3 | 0–1 | 1–0 | 2–0 | —   |

## Playoff de Relegación
El club FC Akzhayik campeón de la Birinszi Liga asciende directamente a la máxima categoría, el subcampeón FC Vostok Oskemen disputa una promoción con el penúltimo colocado en la Liga Premier.
| 14 de noviembre de 2015, 15:00 | Zhetysu Taldykorgan | 1:0 (1:0) | Vostok | Astana Arena, Astana                                    |                                                         |
|                                | - Shakhmetov 31'    | Reporte   |        | Asistencia: 1.000 espectadores Árbitro(s): Igor Aleshin | Asistencia: 1.000 espectadores Árbitro(s): Igor Aleshin |

## Goleadores
- actualizado al 25 de octubre de 2015[1]

| Rank | Jugador              | Club                   | Goles |
| ---- | -------------------- | ---------------------- | ----- |
| 1    | Gerard Gohou         | FC Kairat Almaty       | 22    |
| 2    | Luka Rotković        | FC Okzhetpes Kokshetau | 13    |
| 3    | Djordje Despotović   | FC Kairat Almaty       | 10    |
| 4    | Sergei Khizhnichenko | FC Aktobe              | 9     |
| 4    | Dušan Savić          | FC Zhetysu Taldykorgan | 9     |
| 4    | Tanat Nusserbayev    | FC Astana              | 9     |
| 7    | Kostyantyn Dudchenko | FC Irtysh Pavlodar     | 8     |
| 7    | Oleksandr Pyschur    | FC Taraz               | 8     |